# ألفرد هاميش ريد
ألفرد هاميش ريد (بالإنجليزية: Alfred Hamish Reed)‏ هو كاتب نيوزلندي، ولد في 1875، وتوفي في 1975.